# José Manuel Lara Bosch
José Manuel Lara Bosch, II Marquès del Pedroso de Lara (Barcelona, 8 de març de 1946 – Barcelona, 31 de gener de 2015), fou un empresari català, president del Grupo Planeta i d'Atresmedia.

## Biografia

### Inicis i joventut
Nascut el 8 de març de 1946 a Barcelona, fou fill de l'empresari i editor José Manuel Lara Hernández i de María Teresa Bosch Carbonell. El seu pare fou un capità de l'exèrcit franquista vingut d'Andalusia que s'havia implantat a Barcelona durant la Guerra Civil espanyola i que va aconseguir crear un imperi editorial, el Grupo Planeta.
José Manuel Lara Bosch va estudiar al Liceu francès de Barcelona. Va cursar estudis de Ciències Econòmiques a la Universitat de Barcelona i va ser màster per ESADE. Inicià la carrera professional l'any 1963 a la Librairie Larousse de París, passant a ocupar, posteriorment, diferents responsabilitats dins de l'estructura i les empreses del Grup Planeta, tant a Espanya com a l'Amèrica Llatina.

### Trajectòria empresarial

#### Sector editorial
Des del 1968 estigué vinculat a l'editorial Planeta, fundada pel seu pare i on el 1996 esdevindria conseller delegat. A la mort d'aquest, el 2003, accedí a la presidència del Grup. Durant la seva presidència, el Grup Planeta va ser integrat per més d'un centenar d'empreses, la meitat de les quals editorials, entre les quals hi havia Seix Barral, Tusquets, Destino, Martínez Roca, Ariel, Crítica, Paidós, Lunwerg, Minotauro i Austral. El 2013 Planeta també va esdevenir accionista majoritària del Grup 62, que incloïa editorials com Proa, Columna, Empúries, Estrella Polar, Edicions 62 i Labutxaca. El Grup Planeta va ser considerada la setena editorial més poderosa del món el 2017, amb 1.800 milions d'euros, segons Publishers Weekly.

#### Mitjans de comunicació
A partir de l'any 2012 José Manuel Lara presidí Atresmedia (Antena 3, La Sexta, Onda Cero, Europa FM i Melodía FM). També va ser el principal accionista dels diaris La Razón i ADN. Des de setembre de 2007 va ser propietari de la majoria del primer grup de comunicació colombià, Casa Editorial El Tiempo, editor del diari líder de Colòmbia, El Tiempo i del primer canal de televisió local de Bogotà, Citytv, entre moltes publicacions.

#### Altres negocis
A més, va ser vicepresident del Cercle d'Economia, membre del Consell Consultiu del Banco Bilbao Vizcaya Argentaria (BBVA) i membre del consell d'administració de la Fira de Barcelona. Formà part del Fòrum Pont Aeri, del consell d'administració del Banc Sabadell, de l'Institut de l'Empresa Familiar i del Consell Empresarial per a la Competitivitat. L'any 2005 substituí Antoni Brufau al capdavant de la presidència del Cercle d'Economia, càrrec que abandonà l'any 2008 en favor de Salvador Alemany. Fou un dels màxims accionistes del RCD Espanyol fins a la venda del seu paquet d'accions a Ramon Condal i Escudé el 2009.
A principis de 2005 comprà per a ús residencial la finca de Mas Dalmau, al municipi empordanès de Santa Cristina d'Aro. L'establiment generà una important controvèrsia entre el veïnat del llogaret de Solius perquè va fer desviar un sender utilitzat durant anys pels seus habitants amb la construcció d'un pont.

### Últims anys
El 2007 va rebre la Creu de Sant Jordi, de mans de la Generalitat de Catalunya, i l'any següent la Medalla d'Or al Mèrit en les Belles Arts pel Ministeri de Cultura d'Espanya. El mateix 2008 també va rebre el premi Montblanc de mecenatge per la seva tasca al front de la Fundació José Manuel Lara, creada pel seu pare l'any 1992.
El setembre de 2012, quan es proposà la possibilitat que es fes referèndum al poble català sobre la secessió de Catalunya respecte d'Espanya, declarà que "si Catalunya fos independent, el Grupo Planeta hauria de marxar", perquè no tindria sentit que una editorial "tingui la seva seu en un país estranger que parla un altre idioma". El mes següent, l'11 d'octubre, rebé l'orde del mèrit de la Guàrdia Civil espanyola "per la seva col·laboració i relació continuada" amb aquest cos policial.
José Manuel Lara Bosch morí el 31 de gener de 2015 a Barcelona a l'edat de 68 anys a causa d'un càncer de pàncrees, contra el que lluitava des de 2011.

## Premis i reconeixements
- El 23 d'abril de 2007 la Generalitat de Catalunya li va atorgar la Creu de Sant Jordi
- El 20 de febrer de 2009 el Ministeri de Cultura d'Espanya li va concedir la Medalla d'Or al Mèrit en les Belles Arts.[17]
- El 21 d'octubre de 2009 va rebre la Medalla Internacional de les Arts de la Comunitat de Madrid.[18]
- L'11 d'octubre de 2012 va ser distingit amb l'Orde del Mèrit de la Guàrdia Civil, amb distintiu de plata, per la seva col·laboració i relació continuada amb l'Institut Armat.[19]
- El 2013 va rebre la Medalla d'Or al Mèrit al Treball, atorgada pel Govern d'Espanya.[20]
- El 28 de març de 2013 va ser distingit amb la Medalla d'Andalusia pel govern andalús amb motiu del Dia d'Andalusia.[21]
- El 30 de maig de 2013 se'l distingeix com a Fill Adoptiu de la Ciutat de Sevilla.[22]
- El 2 d'octubre del 2014 va rebre el premi de la fira Liber, organitzada per la Federació de Gremis d'Editors d'Espanya, en reconeixement de la seva trajectòria en el sector editorial.[23]